# Stephen Cottrell
Stephen Geoffrey Cottrell, SPC (31 de agosto de 1958, Leigh-on-Sea, Essex, Inglaterra) é um bispo da Igreja da Inglaterra. Desde 9 de julho de 2020, ele é o Arcebispo de Iorque e Primaz da Inglaterra; o segundo bispo mais sênior da Igreja e o mais sênior no norte da Inglaterra. Ele serviu anteriormente como Bispo de Reading (um bispo de área na Diocese de Oxford), 2004-2010, e como Bispo de Chelmsford, 2010-2020.
Desde 7 de janeiro de 2025, Cottrell assume a maioria das funções primordiais do Arcebispo de Canterbury durante a vacância que se segue à renúncia de Justin Welby.

## Biografia
Cottrell foi educado na Belfairs High School for Boys, uma escola secundária moderna, e depois na sexta série da Belfairs High School for Girls. Ele estudou no Politécnico de Londres Central, graduando-se como Bacharel em Artes (BA) em estudos de mídia em 1979. De 1981 a 1984, ele treinou para ordenação na St Stephen's House, Oxford. Mais tarde, ele estudou liderança cristã no St Mellitus College em Londres, graduando-se como Mestre em Artes (MA) em 2019.

### Ministério ordenado
Cottrell foi feito diácono em Petertide em 1 de julho de 1984 e ordenado padre no Petertide seguinte (30 de junho de 1985), em ambas as ocasiões por Ronald Bowlby, bispo de Southwark, na Catedral de Southwark. Seu ministério ordenado começou como cura na Christ Church, Forest Hill, na Diocese de Southwark. De 1988 a 1993, foi padre responsável pela Igreja de St Wilfrid, em Chichester, e também diretor assistente de estudos pastorais no Chichester Theological College. Ele foi então missionário diocesano da Diocese de Wakefield e, finalmente, antes de sua ordenação ao episcopado, pároco canônico na Catedral de Peterborough.

### Ministério episcopal

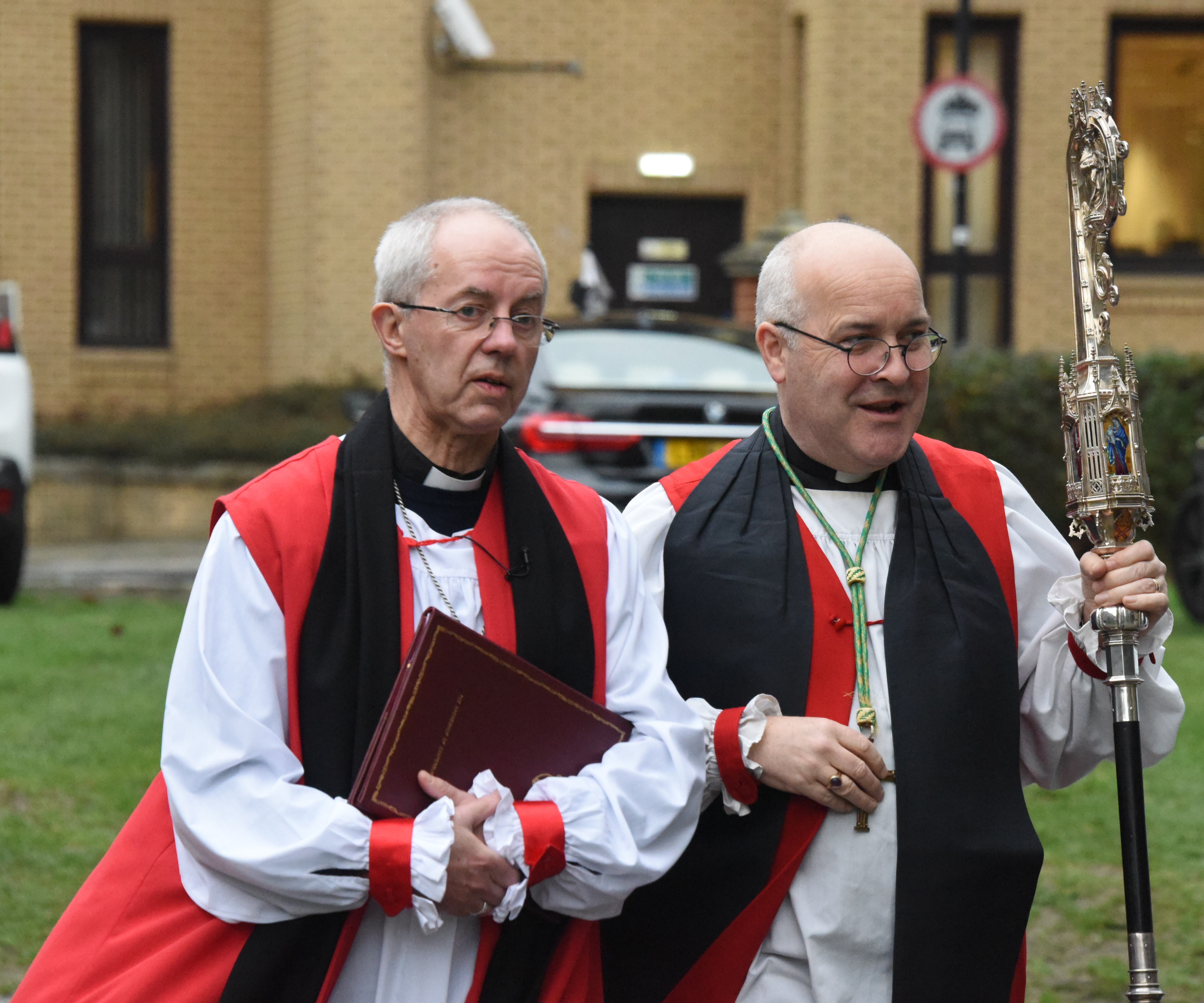
Cottrell (à direita, segurando o báculo) com Justin Welby, Arcebispo de Canterbury, em 2019

Cottrell foi nomeado bispo da área de Reading em 6 de janeiro de 2004, depois que Jeffrey John retirou sua nomeação para o cargo em 2003. Ele havia apoiado a nomeação original de John. Cottrell disse sobre sua nomeação: "Estou ansioso para me tornar o próximo bispo de Reading com uma mistura de entusiasmo e apreensão. Acredito que meu trabalho em missão e evangelismo me preparou bem para os desafios que a igreja enfrenta neste novo século. Espero e rezo para que meu amor e compreensão das diferentes tradições da Igreja da Inglaterra me permitam ser um foco para a unidade na área episcopal de Reading." Ele foi consagrado em 4 de maio de 2004 por Rowan Williams, arcebispo de Canterbury, na Catedral de São Paulo, após a confirmação da nomeação por cartas-patentes.
Após sua nomeação como bispo de Chelmsford em 22 de março de 2010, ele foi transladado para a sé de Chelmsford em 6 de outubro de 2010 e instalado na Catedral em 27 de novembro. Em 2014, Cottrell se tornou um Lorde Espiritual, um dos 26 bispos diocesanos seniores com direito a sentar-se na Câmara dos Lordes; ele foi apresentado em 25 de março de 2014.
Em 17 de dezembro de 2019, foi anunciado que Cottrell sucederia John Sentamu como Arcebispo de Iorque, Metropolita de York e Primaz da Inglaterra, após a aposentadoria deste último em junho de 2020. A posição é a segunda posição clerical mais sênior na Igreja da Inglaterra, depois da de Arcebispo de Canterbury, Primaz de toda a Inglaterra. A eleição canônica de Cottrell foi realizada por videoconferência em 11 de junho de 2020. A confirmação de sua eleição, pela qual ele legalmente assumiu o cargo, foi realizada em 9 de julho, e sua entronização ocorreu na Catedral de Iorque durante um serviço de Vésperas em 18 de outubro. Como de costume, Cottrell foi nomeado Conselheiro Privado em 21 de julho de 2020. Agora um Lorde Espiritual ex officio, ele foi reintroduzido em 22 de outubro de 2020. Em maio de 2023, ele participou da Coroação de 2023 como um dos líderes religiosos que ofereceram orações pelo recém-coroado Rei Carlos III.

### Alegações de facilitação de abuso
Em dezembro de 2024, o programa File on Four da BBC Radio 4 conduziu uma investigação sobre abusos perpetrados pelo padre anglicano David Tudor. Cottrell enfrentou pedidos de demissão devido à sua condução do caso de salvaguarda durante seu mandato como Bispo de Chelmsford. Em resposta ao programa, Cottrell emitiu uma declaração pública.
Como Bispo de Chelmsford, Cottrell estava ciente das preocupações de longa data com a salvaguarda de Tudor, incluindo uma proibição da Igreja em 1989 por má conduta sexual e um acordo de salvaguarda de 2008 que o impedia de ficar sozinho com crianças. Apesar disso, Tudor foi autorizado a permanecer em sua posição e foi nomeado cônego honorário da Catedral de Chelmsford, uma decisão que o gabinete de Cottrell lamentou em 2024.
A investigação da BBC revelou que Cottrell foi informado em 2012 sobre um pagamento de indenização de £ 10.000 feito por Tudor a uma vítima conhecida como "Jessica", que alegou ter sido abusada sexualmente por Tudor desde os 11 anos de idade, durante a década de 1970, às vezes de forma violenta. O gabinete de Cottrell alegou que o pagamento não admitia responsabilidade e que ele foi orientado por aconselhamento jurídico a não tomar nenhuma medida adicional.
Stephen Cottrell suspendeu Tudor do ministério em 2019, após novas queixas contra ele. O assunto foi posteriormente tratado pelos tribunais eclesiásticos da Igreja da Inglaterra, que em outubro de 2024 baniram Tudor do ministério para o resto da vida, depois que Tudor admitiu abuso sexual histórico relacionado a duas meninas. Pelo menos sete mulheres se apresentaram alegando que foram abusadas por Tudor, com uma delas recebendo um pagamento de indenização de seis dígitos da Igreja em 2019. A Bispa de Newcastle, Helen-Ann Hartley, pediu a renúncia de Cottrell, já que sua condução do caso minou sua credibilidade para liderar a Igreja. A vítima conhecida como Jessica também considera que Cottrell deveria deixar a Igreja devido à sua omissão em agir sobre as alegações de abuso.
Tudor trabalhou para a Igreja da Inglaterra por mais de 46 anos em diversas regiões. O porta-voz de Cottrell defendeu as ações do arcebispo, afirmando que ele estava em uma "situação invejosa" e não tinha poder legal para demitir Tudor. No entanto, Tudor foi reconduzido duas vezes a um cargo sênior sob Cottrell depois que Cottrell tomou conhecimento de seus delitos, e Cottrell registrou elogios veementes a Tudor até 2018.
Em fevereiro de 2024, uma vítima de Tudor apresentou queixas formais de má conduta, sob o sistema disciplinar da Igreja, contra Cottrell, David Tudor e o bispo Wilfred Wood (uma testemunha de caráter de Tudor). A Igreja iniciou uma audiência no tribunal sobre a queixa contra David Tudor, que estava em andamento em janeiro de 2025.
Em outubro de 2024, Tudor foi banido do ministério pela Igreja para sempre, após admitir má conduta sexual.
Ao abrir uma reunião do Sínodo Geral em fevereiro de 2025, após a renúncia do arcebispo Justin Welby devido à forma como ele e a Igreja lidaram com um prolífico abusador de crianças, o arcebispo de York disse que cometeu erros e que "a confiança foi quebrada"; a Bispa Helen Ann-Hartley afirmou que ele era a "pessoa errada" para trazer a reforma tão necessária. Antes mesmo de sua fala, uma votação tentou impedir Cottrell de fazer o discurso de abertura do sínodo, em uma proposta de um membro leigo do Sínodo Geral, o qual argumentou que a posição do arcebispo "não era mais sustentável".

### Posições públicas
Ele é membro de dois movimentos de tradição liberal anglo-católica: a Sociedade dos Sacerdotes Católicos (SCP) e o Affirming Catholicism (AffCath), do qual foi escolhido como presidente em dezembro de 2014, assumindo o cargo no início de 2015.
Em 2007, Cottrell se opôs publicamente à renovação dos sistemas de mísseis Trident da Grã-Bretanha. No mesmo ano, seu apoio às celebrações religiosas de relacionamentos entre pessoas do mesmo sexo foi amplamente divulgado. Em 2017, enquanto servia como bispo de Chelmsford, Cottrell disse: "Se você acredita que deve haver casamento entre pessoas do mesmo sexo ou a bênção de uniões entre pessoas do mesmo sexo ou se não acredita, você ainda é um anglicano fiel... Precisamos encontrar maneiras de viver com essa diversidade, não sermos dilacerados por ela." Ele também afirmou que "não há razão para que orações de agradecimento por esses relacionamentos [entre pessoas do mesmo sexo] - talvez uma Eucaristia - não possam ser oferecidas."
Em agosto de 2021, Cottrell sugeriu, em um artigo para o Daily Telegraph, que as equipes esportivas galesas e escocesas poderiam cantar "God Save the Queen" junto com a equipe inglesa em partidas totalmente britânicas, dizendo que isso ajudaria a apoiar a união.
No Sínodo Geral de 2023, no seu discurso presidencial de 7 de julho, Cottrell reconheceu que alguns indivíduos sentem angústia quando se dirigem a Deus como "Pai", por uma variedade de razões. As suas observações cuidadosamente formuladas atraíram tanto apoio como críticas.

### Vida pessoal
Cottrell e sua esposa Rebecca têm três filhos. Ele é patrono da instituição de caridade Antibiotic Research UK. Os arcebispos de Canterbury e York são presidentes do National Churches Trust.

## Obras
Cottrell escreveu vários livros, entre eles:
- Dear England: Finding Hope, Taking Heart and Changing the World (Hachette Book Group, March 2021); ISBN 9781529360950
- Hit the Ground Kneeling: Seeing Leadership Differently (Church House Publishing, November 2008); ISBN 0-7151-4162-7
- The Things He Carried (SPCK Publishing, November 2008); ISBN 0-281-06080-0
- Do Nothing... Christmas is Coming: An Advent Calendar with a Difference (Church House Publishing, August 2008); ISBN 0-7151-4164-3
- Do Nothing to Change Your Life: Discovering What Happens When You Stop (Church House Publishing, May 2007); ISBN 0-7151-4118-X
- Abundance of the Heart: Catholic Evangelism for All Christians (Darton, Longman and Todd Ltd, May 2006); ISBN 0-232-52636-2
- I Thirst: The Cross - The Great Triumph of Love (Zondervan Publishing House, January 2004); ISBN 0-310-25069-2
- Praying through Life: How to Pray in the Home, at Work and in the Family (Church House Publishing; 2nd Revised edition, November 2003); ISBN 0-7151-4010-8
- On this Rock: Bible Foundations for Christian Living (The Bible Reading Fellowship, January 2003); ISBN 1-84101-238-6
- Travelling Well: A Companion Guide to the Christian Faith (Church House Publishing, June 2000); ISBN 0-7151-4935-0
- Catholic Evangelism (Affirming Catholicism) (Darton, Longman and Todd Ltd, March 1998); ISBN 0-232-52271-5
- Sacrament, Wholeness and Evangelism: A Catholic Approach (Grove Books Ltd, February 1996); ISBN 1-85174-309-X